# Bento de Góis
Bento de Góis, també anomenat Bento de Goes, Bento de Goës; o Benedict Goës. (Vila Franca do Campo, Açores, Regne de Portugal, 1562 - 11 d'aril de 1607, Suzhou, Gansu, Xina) va ser un jesuïta, missioner i explorador portuguès recordat principalment per haver estat el primer europeu conegut que viatjà per terra des de l'Índia fins a la Xina, tot passant per Afganistan i el Pamir. Inspirat per les controvèrsies entre els Jesuïtes sobre si les històries del Catai de Marco Polo era el mateix país que la Xina, la seva expedició va demostrar que els dos països eren una mateixa cosa.

## Biografia

### Primers anys
Góis va anar a l'Índia portuguesa com a soldat de l'exèrcit portuguès. A Goa va entrar a la Companyia de Jesús el 1584, oferint-se a treballar a l'Imperi Mogol. Com a tal, el 1595, va acompanyar a Jeroni Xavier i Manuel Pinheiro a Lahore. Per tercera vegada l'emperador Akbar havia demanat que els jesuïtes fossin enviats a la seva cort. El 1601 va tornar a Goa. Segons Matteo Ricci, aquestes experiències van permetre a Góis adquirir fluïdesa amb el persa, i un bon coneixement dels costums "sarraïns".

### L'enigma de Catai

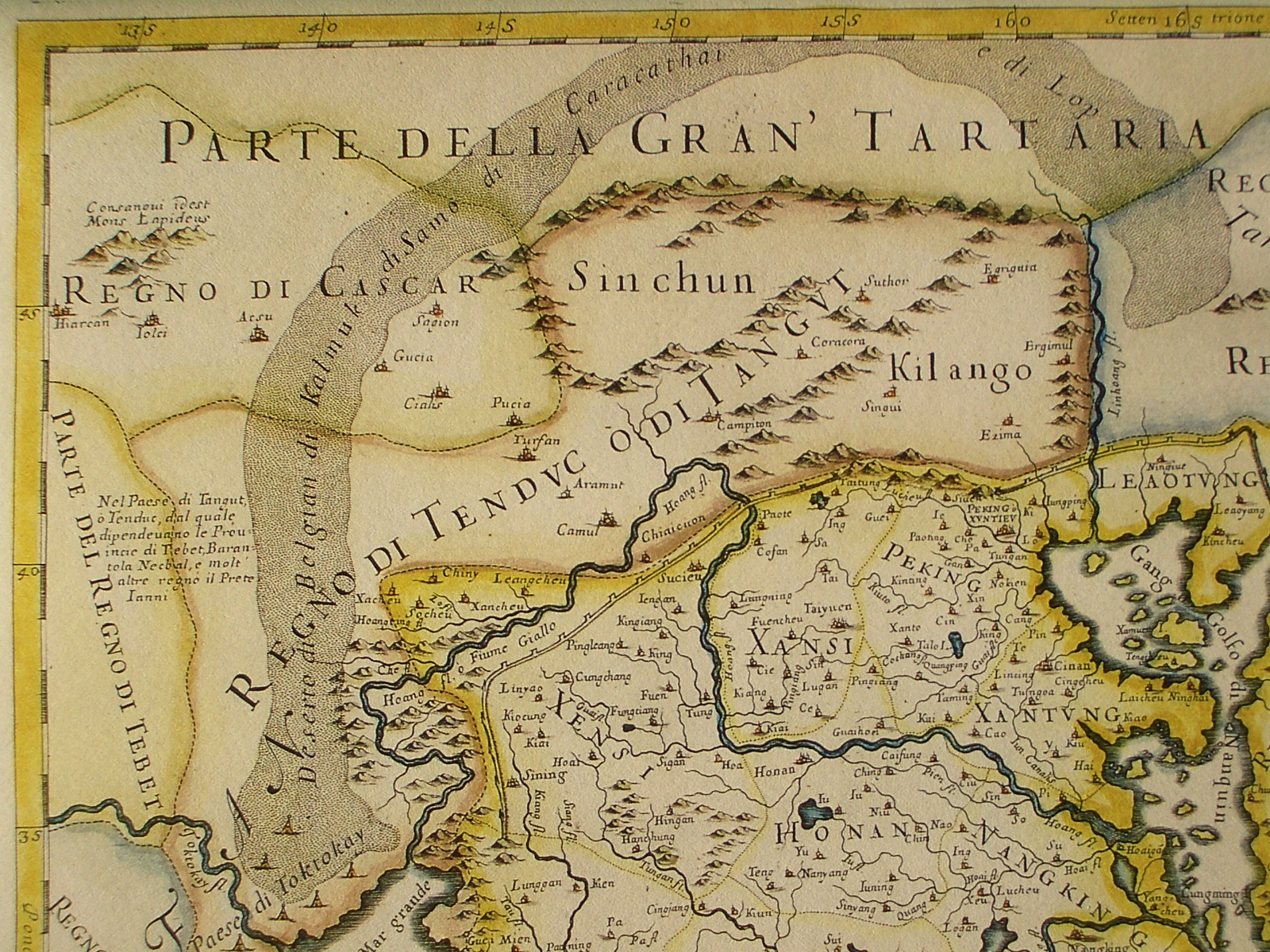
La cadena de ciutats —des de Yarkand fins a Cialis i a Sucieu— al Regno di Cascar (regne de Kaixgar). En aquest mapa del hi ha la llista dels indrets que figuren al relat de Ricci de l'expedición de Góis. El mapa menciona els relats de "Benedetto Goes", Martino Martini, Gio(vanni) Grueber i Tavernier entre les seves fonts.

Góis és recordat pel seu llarg viatge d'exploració a través de l'Àsia central sota la disfressa d'un comerciant armeni, a la recerca del regne de Catai. Durant més de tres segles havien estat circulant informes per Europa sobre l'existència d'un regne cristià enmig de les nacions musulmanes, generats pels relats fets per Marco Polo, i més tard per les reclamacions de Ruy González de Clavijo. Després que els missioners jesuïtes, dirigits per Matteo Ricci, haguessin passat més de 15 anys al sud de la Xina i que finalment haguessin arribat a Pequín el 1598, van començar a sospitar que la Xina era Catai, una creença que va ser reforçada pel fet que tots els viatgers sarraïns amb què Ricci i els seus companys es van reunir a la Xina, els van dir que estaven a Catai.
El líder dels jesuïtes a Goa havia estat informat per carta des de les missions jesuïtes xineses que la Xina era Catai, però que no hi havia cristians en aquell moment. Alhora, als jesuïtes establerts a la cort de l'Imperi Mogol (en particular, el mateix Jeroni Xavier) els comerciants que hi anaven de visita els van dir que es podia arribar Catai a través de Kaixgar, i que hi havia molts cristians a Catai, cosa que va convèncer Xavier que Catai era, de fet, el regne del Preste Joan, en comptes de la Xina dels Ming.
La idea que donaven els informants de l'Àsia central sobre que la Xina dels Ming pogués ser un país molt cristià es pot explicat per les nombroses semblances entre els rituals eclesiàstics cristians i budistes, des de tenir estàtues i sumptuosos vestits eclesiàstics fins al cant gregorià, cosa que faria que ambdues religions els resultessin molt semblants als comerciants musulmans.
Després de diverses comunicacions entre Jeroni Xavier i els superiors de l'ordre a Goa, les autoritats a Europa van decidir enviar una expedició per terra des de l'Índia fins a Catai per veure quin país era realment. Góis va ser l'escollit per encapçalar aquesta expedició, com a home de coratge, sensat i familiaritzat amb la llengua i costums de la regió. Akbar va aprovar els plans i va emetre cartes de salconduit per a Góis perquè fossin utilitzades mentre viatgessin dins l'Imperi mogol, alhora que proporcionava part del finançament de l'expedició.

## Góis marxa cap a Catai
Bento Góis va sortir d'Agra en direcció a Lahore a finals de 1602 o principis de 1603, segons les fonts, i el febrer de 1603 va deixar Lahore amb la caravana de camells anual amb destinació a la capital de Kaixgar, Yarkand. Góis viatja d'amagat, sota l'aparença d'un comerciant armeni amb un nom una mica improbable, Abdullah Isái. Anava acompanyat per dos grecs, escollits per Xavier: un sacerdot anomenat Leo Grimano (que sols va viatjar fins a Kabul) i un comerciant anomenat Demetrios, que també es va separar de Bento a Kabul, però que més tard es va retrobar amb ell a Yarkand. En lloc dels quatre servents que l'acompanyen des d'Agra, a Lahore va contractar un veritable armeni que vivia allà, anomenat Isaac, i que va estar amb Góis fins al final.
Viatjant via Peshawar, la caravana va arribar a Kabul, on els membres de la caravana van passar diversos mesos. Mentre era a Kabul, Góis es va reunir amb "Agahanem", germana del governant de Kaixgar i mare del vigent governant d'Hotan. Agahanem, que tornava a casa seva després d'anar a una hajj a la Meca, s'havia quedat sense diners i Góis li va prestar alguns fons, que ella després va pagar amb jade de gran qualitat.
Góis va saber, per un altre viatger que va conèixer, de l'existència d'«una ciutat anomenada Capperstam, en què els no mahometans no poden entrar» (segons Henry Yule, una referència a la regió de Kafiristan), i va tastar un vi dels kafir, que va trobar molt similar als europeus.

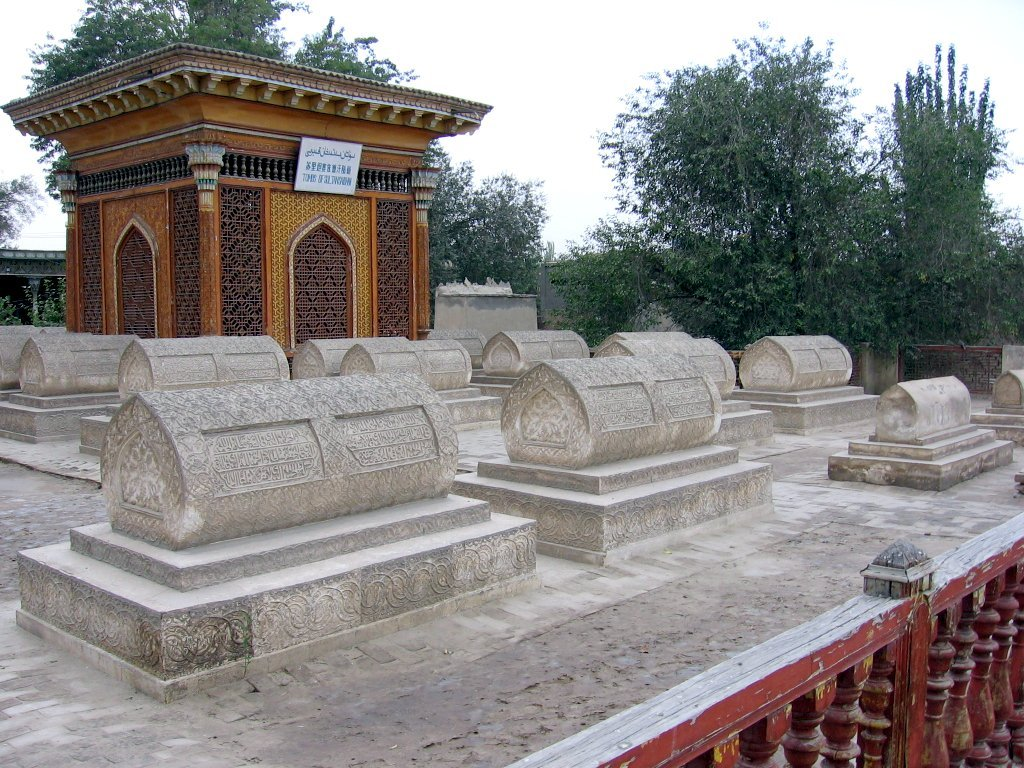
Tombes reials a Yarkand, que daten dels segles XVI y XVII.

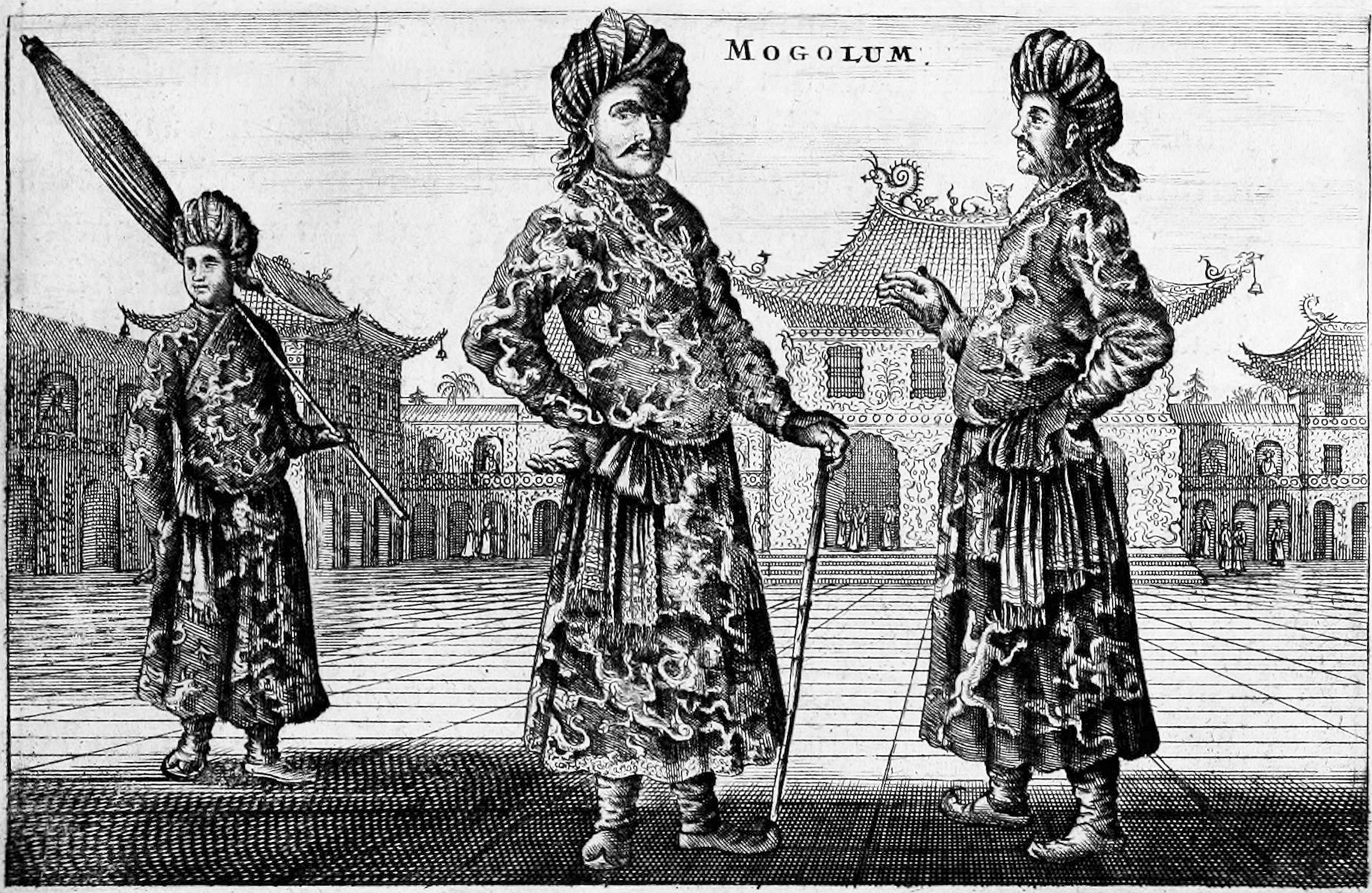
Una missió des de (aparentment) Turpan de visita a Pequín el 1656, mig segle després del viatge de Góis. La seva caravana pot haver inclòs personatges similars.

Des de Kabul, Góis i Isaac es dirigeixen cap al nord, tot creuant l'Hindu Kush. Havent deixat el domini dels mongols, i entrat en el territori sota l'autoritat (almenys nominal) del Khan de Samarcanda, Fergana i Bukharà, van fer una parada a Taloqan, al nord de l'actual Afganistan. La zona estava en crisi, amb els calcis, «rossos... com els belgues» rebel·lats contra els governants de Bukharà. Després de superar la terra dels rebels calcis amb pèrdues menors, la caravana de Bento va continuar cap a l'est, per les carreteres perilloses a través del Pamir. Ni Henry Yule el 1866, ni C. Wessels el 1924 van ser capaços d'identificar la majoria dels noms de lloc esmentats per Góis, però comentaren que probablement era l'únic relat publicat d'un europeu que va creuar aquesta regió entre l'expedició de Marco Polo i el segle xix. La caravana va arribar a Yarkand el novembre de 1603.
Yarkand havia estat la capital de Kaixgar (a la part occidental de la conca del Tarim) des dels dies d'Abu Bakr Khan (ca. 1500). Bento i Isaac van passar un any allà, tot esperant la formació i sortida d'una caravana cap a Catai. Sabien que cada pocs anys una caravana així deixava Yarkand, composta principalment per comerciants locals, per dur jade a la capital de Catai amb el pretext que diversos governants de l'Àsia central pagaven un "tribut" a l'emperador Ming. Segons el costum, l'emperador triaria el millor jade per a ell i recompensaria generosament als kaixgaresos, als quals se'ls permetria vendre la resta del jade als comerciants de Pequín. Durant aquest temps, Bento també va fer un viatge a Hotan, on el préstec a la reina mare del principat va ser recompensat generosament amb jade.
El jesuïta va impressionar al governant de Kaixgar, Muhammad Sultan (r. 1592-1609), un descendent del Sultà Said Khan amb el regal d'un rellotge mecànic, i va obtenir d'ell un document per l'entrada al «regne de Cialis», situat més a l'est, governat pel fill de Muhammad.
La caravana carregada amb el tribut de jade va partir de Yarkand el novembre de 1604. Van fer parada a Aksu, a l'actual Xinjiang, que encara era pertanyia al regne de Kaixgar, i que tenia un nebot de Muhammad Sultan de 12 anys, com a governant nominal. El jesuïta es va fer amic del noi, amb alguns dolços i amb la representació d'una dansa europea, i de la seva mare, amb una varietat de petits regals.
La caravana va creuar després el «desert de Caracathai» o la «Terra Negra dels cathayans» que, com va aprendre Bento, era anomenada així pels «cathayans [que] havien viscut durant molt de temps». La següent parada important va ser en la petita, però fortament fortificada, ciutat de Cialis, on els viatgers van passar tres mesos mentre el cap de la caravana esperava que se'ls unissin més comerciants. La identitat de la ciutat de Cialis ha estat objecte d'especulació entre posteriors historiadors, tot i que se sap que estaria situada dins l'actual Prefectura autònoma mongol de Bayingolin. Alguns van pensar que la ciutat és coneguda per nosaltres com Korla (avui capital de la prefectura), mentre d'altres opinen que era Qaraixahr, uns 50 km més al nord-est.
A Cialis la caravana de Bento es va reunir amb una altra caravana, que tornava des de Pequín a Kaixgar. La sort va voler que durant la seva estada a Pequín aquesta caravana hagués residit al mateix centre d'acollida que Matteo Ricci, el primer jesuïta que va arribar a la capital xinesa. Aquests van explicar a Góis el que sabien sobre aquesta notícia, ja que la visita d'estrangers era cosa poc habitual a la Xina, i fins i tot li van mostrar un tros de paper escrit en portuguès, que els havien donat com a record. Góis estava molt content, ara bastant segur que la Xina dels jesuïtes era la Catai de Marco Polo, i Cambaluc era Pequín.

## Aturat a Suzhou
Via Turpan i Hami, la caravana de Bento va arribar a Jiayuan, a la frontera amb la Xina, i aviat va obtenir el permís per travessar la Gran Muralla i arribar fins a Suzhou, on va arribar gairebé a finals de 1605. Després de tres anys i més de 6.000 milles de dur viatge, Bento i Isaac no estaven tan malament: comptaven amb 13 cavalls, cinc servents i dos nois que Bento havia redimit de l'esclavatge. Portaven un munt de jade amb ells, i el més important, ambdós estaven en bon estat de salut. Però aquí la seva sort es va acabar. L'Imperi Ming tenia regles molt restrictives per a l'entrada d'estrangers al país, i els prendria molts mesos abans que als comerciants/ambaixadors de l'Àsia central se'ls permetés continuar el viatge cap a l'interior del país. Mentrestant, Bento i Isaac, virtualment presos a la ciutat fronterera, van haver de gastar part dels seus estalvis per alimentar-se a uns preus desorbitats. Góis va escriure una carta als jesuïtes a Pequín per demanar-los que trobessin una manera de treure'l de Suzhou, però no va ser enviada, ja que no sabia la direcció dels seus companys a Pequín. Per la seva banda els jesuïtes de Pequín, informats de l'expedició de Góis pels superiors de Goa, estaven fent preguntes sobre ell a la gent que venia de l'oest, però no van descobrir res.
Una segona carta de Góis va ser enviada al voltant de Pasqua de 1606, arribant a Pequín a mitjans de novembre. Tot i la proximitat de l'hivern, Ricci ràpidament envià un jesuïta xinès, anomenat João Fernandes, al seu rescat.
Tot i les inclemències del temps i del robatori de molts dels seus subministraments pel seu servent a Xi'an, Fernandes va arribar a Suzhou a finals de març de 1607 i va trobar un Bento malalt, gairebé a la vora de la mort. (Ricci diu que podia haver estat enverinat.) Finalment Góis va morir 11 dies després de l'arribada de Fernandes, i els altres membres de la seva caravana, seguint la tradició, van repartir-se els seus béns.
A João i Isaac els va costar diversos mesos d'esforços legals recuperar part de les propietats i documents de Bento dels seus antics companys de caravanes. Desafortunadament, el seu diari de viatge havia estat destruït pels sarraïns de la caravana, suposadament perquè en ell hi havia anotacions d'alguns deutes pendents. Això fa que el seguiment de l'expedició sigui molt superficial, basat principalment en diverses cartes i en la informació obtinguda pel mateix Ricci d'Isaac i Giovanni.
Isaac i Giovanni van enterrar Bento de la manera més cristiana que els va ser possible donades les circumstàncies, i van seguir el viatge fins a Pequín. Després d'una estada d'un mes a Pequín, en què va ser llargament interrogat per Ricci, Isaac va tornar a l'Índia tot passant per Macau i l'estret de Malaca.